# 王浩一
王浩一（1956年10月22日—2025年6月29日），南投竹山人，臺灣文史工作者、作家及主持人，其弟為精神科醫師王浩威。

## 生平
王浩一畢業於師大附中與國立成功大學數學系，並獲成功大學數學系傑出校友獎。1980年代，他進入國際貿易公司從事成衣製造，後來擔任美商公司總經理。然而在40歲時，隨著勞力密集型產業外移至中國大陸等地，王浩一選擇離開外商企業。首先加入臺南市一家藝術文化公司策劃文化活動，後轉任一家內銷生活用品公司擔任副總經理。此後轉型為文創工作者，專注於城市書寫與文史研究。
2013年，王浩一創立「俠客行文創」擔任董事長。翌年，他與友人劉克襄共同擔任公共電視節目《浩克漫遊》主持人，深入臺灣各地，發掘在地美食與文化風景。至60歲前，王已完成數十本著作。
2025年6月24日，王浩一的母親王李彩鑾（1934年—2025年）辭世，享耆壽91歲。6月29日，王浩一於台東縣都蘭養病期間，中午獨自開車前往台東市，晚間7時許，警方在台東縣政府前發現其停放轎車，王已於車內無呼吸心跳。經送醫不治，初步研判為心肌梗塞辭世，享壽68歲。王浩一去世的日期與母親僅相隔五日。訃訊後由其弟王浩威、劉克襄與詩人許悔之等人於社群媒體發布貼文告知。文化部部長李遠、臺南市市長黃偉哲等人聞訊表達哀悼。
2025年7月16日，在臺北市懷愛館舉行告別式，不少好友和粉絲前來送行，文化部常務次長徐宜君出席儀式並頒贈文化部旌揚狀，由其子王柏舜代表受贈。儀式後發引火化，骨灰安置在金寶山萬佛塔。

## 著作
- 《台南舊城魅力之旅》三冊（臺南市政府，2001年12月）
- 《台南市文化觀光旅遊導覽手冊》（台南市政府出版）
- 《慢食府城：臺南小吃的古早味全記錄》（心靈工坊，2007年）[18]
- 《在廟口說書》（心靈工坊，2008年）－入選金鼎獎最佳藝術生活類圖書
- 《黑瓦與老樹：台南日治建築與綠色古蹟的對話》（心靈工坊，2010年）
- 《人生的十堂英雄課：王浩一的歷史筆記》（漫遊者文化，2011年）
- 《漫遊府城：舊城老街裡的新靈魂》（心靈工坊，2012年）
- 《老城舊日子：臺南舊城裡的溪畔記憶》（臺南市政府文化局文創科，2014年）
- 《當老樹在說話：那一年，他們在台南種下的樹》（有鹿文化，2014年）
- 《小吃研究所：帶著筷子來府城上課》（上下冊）（有鹿文化，2015年）[19][20][21]
- 《浩克慢遊：尋找新舊交錯的美麗》（麥田，2015年）
- 《著時：南方‧美時‧美食》（有鹿文化，2015年）
- 《旅食小鎮：帶雙筷子，在台灣漫行慢食》（上下冊合集）（有鹿文化，2016年）
- 《帶著18個記憶去旅行：臺灣世界遺產潛力點筆記書》（文化部文化資產局，2017年）
- 《孤獨管理：一個人一生最核心的課題》（有鹿文化，2018年）
- 《英雄守弱：易經與心理情境》（有鹿文化，2018年）[22]
- 《交。遊：臺南輕旅行》（臺南市政府交通局，2018年）
- 《英雄多情：易經與經世智慧》（有鹿文化，2019年）
- 《哲學樹之旅：漫漫走過千年之路》（有鹿文化，2020年）
- 《向夕陽敬酒：生命深秋時的智慧筆記》（有鹿文化，2020年）
- 《節氣食堂：我是農產品促銷員》（有鹿文化，2021年）
- 《無照心理師的沙發：餘命管理的學習與自覺》（有鹿文化，2022年）
- 《原來如此：幸福是樂齡者唯一的任務》（有鹿文化，2023年）[23]
- 《暖綠之旅：走，帶你去看一棵老樹！》（有鹿文化，2024年）[24]
- 《量子糾纏的雨季：死亡通知書的日期自己填》（有鹿文化，2025年）

### 出演節目
- 《人間相對論》（2013年）[25]
- 《浩克慢遊》（2014年至2025年，共七季，與劉克襄共同主持）

## 獲獎
| 年份   | 獲提名                     | 獎項                             | 結果 |
| ------ | -------------------------- | -------------------------------- | ---- |
| 2017年 | 《浩克慢遊》王浩一、劉克襄 | 第52屆金鐘獎生活風格節目主持人獎 | 獲獎 |
| 2022年 | 《浩克慢遊》王浩一、劉克襄 | 第57屆金鐘獎生活風格節目主持人獎 | 提名 |
| 2023年 | 《浩克慢遊》王浩一、劉克襄 | 第58屆金鐘獎生活風格節目主持人獎 | 獲獎 |

## 外部連結
- 王浩一的Facebook專頁